# Tranmere Rovers Football Club
Maillots
Actualités
Le Tranmere Rovers Football Club est un club de football anglais fondé en 1884. Le club, basé à Birkenhead, évolue depuis la saison 2025-2026 en EFL League Two (quatrième division anglaise).

## Repères historiques
- Fondé en 1884 sous le nom de « Belmont AFC », le club a été rebaptisé Tranmere Rovers AFC en 1885. Il a adopté un statut professionnel en 1912 et a rejoint la League en 1921 (Division 3-Nord). À noter les participations en Coupe du Pays de Galles pour le troisième club de la Merseyside. Il est situé de l'autre côté de la rivière Mersey, en face de Liverpool.
- Tranmere est le premier club en Angleterre à avoir été acheté par un Américain, Bruce Osterman. C'est un avocat qui est venu de San Francisco au début des années 1980. Il l'a revendu après une accumulation de dettes.
- Le club a été en position de monter en Premier League par trois fois. En 1993, 1994 et 1995, Tranmere s'est qualifié pour les barrages donnant accès à la montée, entre les équipes qui avaient fini entre la 3e et 6e place de la Football League Championship (anciennement Division One). Tranmere a perdu en demi-finale respectivement, contre Swindon Town, Leicester City et Reading respectivement.
- Tranmere est devenu célèbre pour ses exploits dans les coupes anglaises : la Coupe de la Ligue Anglaise de Football (League Cup en anglais) et la Coupe d'Angleterre (FA Cup en anglais). Le club a atteint la finale de la CDL en 2000 mais a perdu contre Leicester City. En 2001, Tranmere a vaincu le voisin Everton (0-3) lors du 4e tour de la Coupe d'Angleterre. Cependant, Liverpool, leurs autres voisins, les ont battus en quarts de finale. Les Rovers ont atteint les quarts de finale en 2004 également, mais ils ont perdu contre Millwall (1-2)
- Les Rovers ont été relégués quatre fois depuis le commencement du nouveau millénaire (2001, 2014, 2015 et 2020). D'abord, le club est tombé en League One (autrefois Division Two avant 2004) en 2001 et y est resté jusqu'en 2014, où il est tombé encore en League Two, la quatrième division anglaise. Le prochain année il est tombé en le ‘Vanarama League’ (la cinquième division) mais en 2018 il est retourné en League Two et puis en League One en 2019.
- Les anciennes légendes du Liverpool FC, John Barnes et Jason McAteer, ont été responsables de l'équipe entre l'été 2009 et octobre de la même année. Les deux ont été limogés après un mauvais début. Les Rovers avaient gagné seulement 2 des 14 matchs qui ont été joués avec eux comme entraîneur. Les Parry, le physiothérapeute, a pris le relais et a réussi à sauver le club de la relégation.
- En août 2014, le club a été acheté par Mark Palios et sa femme, Nicola. Ils ont remplacé Peter Johnson en tant que propriétaires du club. Palios travaillait pour la FA, alors que Sven-Göran Eriksson était l’entraîneur de la sélection anglaise. Rob Edwards, qui a été nommé entraineur de Tranmere par le directeur général, Jeremy Butler, en mai 2014, a été limogé le 13 octobre. Micky Adams, un ancien entraîneur de clubs comme Coventry, Leicester (qu'il a emmené en Premier League), Brighton et Fulham, était nommé le nouvel entraîneur le jeudi 16 octobre, mais il n'était pas entré en fonction aussitôt. Adams regardait leur match à l'extérieur contre Oxford dans la tribune (Tranmere a perdu 2-0) le surlendemain avant d'être dévoilé par une conférence de presse le lundi suivant. Le premier match d'Adams est un match nul (0-0) à domicile contre Mansfield le mardi 21 octobre.
- Initialement, Adams avait pu mener Tranmere au-dessus la zone de relégation en janvier 2015, mais après avoir fait signer 7 joueurs et une série de résultats qui ont rapporté seulement 5 points sur 39, Tranmere était sur le point d'une deuxième relégation consécutive. Une lourde défaite contre Oxford (0-3) le samedi 18 avril, a signifié la fin pour Adams, qui était limogé le lendemain. 2 anciens joueurs du club qui sont entraîneurs adjoints, Alan Rogers et Shaun Garnett, ont été comme gardiens pour les 2 derniers matchs avec l’écart entre Tranmere et la zone de sûreté, seulement 2 points, cependant avec un meilleur différence de buts que leurs 2 rivaux derrière eux au classement.

- En 2018 le club est promu en EFL League Two (quatrième division anglaise) et dès la saison suivante c'est la promotion en EFL League One (troisième division anglaise).
- Mais à l'issue de la saison 2019-2020 le club est de nouveau relégué en EFL League Two (quatrième division anglaise)[1].

## Palmarès
- Liverpool Senior Cup (10)
  - Vainqueur : 1949, 1950, 1955, 1970, 1973, 1974, 1992, 1995, 2012, 2014

- Championnat d'Angleterre de troisième division (1)
  - Champion : 1938 (D3-Nord)

- Championnat d'Angleterre de quatrième division
  - Vice-champion : 1989

- League Cup
  - Finaliste : 2000

- Coupe du pays de Galles (1)
  - Vainqueur : 1935
  - Finaliste : 1934

## Anciens joueurs
- John Aldridge
- Dixie Dean
- Steve Vickers
- Harold Bell
- Nicky Summerbee
- Joe Hart
- Jeff Kenna
- Marlon Broomes
- Andy Thorn
- Steve Coppell
- Aaron Cresswell
- Pat Nevin